# Ado (książę Friuli)
Ado lub Ato (? – zm. 695) – książę Friuli po uzurpatorze Ansfridzie pokonanym pod Weroną w 694.
Według Pawła Diakona był bratem poprzedniego księcia Rodoalda i władał przez rok i siedem miesięcy. Faktyczna długość jego panowania jest dyskusyjna, tak jak rok, w którym miała miejsce. Występuje pod tytułem loci servator (dozorca) i być może władał w księstwie jako regent w imieniu króla.
Niejaki Ado walczył z Raginpertem przeciwko Liutpertowi w 702, lecz identyfikacja tego księcia z Ado z Friuli jest dyskusyjna.